# パパママムスメの10日間
『パパママムスメの10日間』（パパママムスメのとおかかん）は、朝日新聞出版より2009年2月9日に刊行された五十嵐貴久の小説。『パパとムスメの7日間』の続編で2年後の物語。前作の登場人物が登場し、人格が入れ替わるという内容も同じ。
父親、母親、娘のそれぞれの視点による一人称で物語は進行する。

## あらすじ
高校を卒業し大学生になった小梅は、アルバイトを始めていた。父・恭一郎との関係は2年前の出来事により、極端に仲が良くなった訳でも無いが以前よりも改善されていた。
大学の入学式の後、小梅と恭一郎と小梅の母・理恵子は落雷によるショックによって3人とも気絶してしまう。病院で目覚めると小梅は恭一郎、恭一郎は理恵子、理恵子は小梅に人格が入れ替わっていた。以前もあった事のため、比較的冷静に受け止める小梅と恭一郎。一方2年前に2人が入れ替わった事を聞いた理恵子は、どうして自分に相談してくれなかったのかと取り乱す。
さらに恭一郎の勤める光聖堂の新商品『スイッチ』の原材料に、中国産の毒菜（中国産食品の安全性を参照）を使用しているという疑惑が…。

## 登場人物

### 川原家
川原 恭一郎／パパ
化粧品会社・光聖堂の社員で、新商品企画開発部部長。一人暮らしの経験から家事に自信があり、他人の目から解放されて主婦を楽しむが…。
川原 理恵子／ママ
小梅の大学生活やアルバイトを、自分が代わりにおこなう事になり戸惑う。小梅と大杉健太（後述）との関係は、小梅から聞いて知っている。
川原 小梅／ムスメ
錦城大学1年生、文学部英米文学科所属。大杉健太と付き合っていて彼の事情を理解しつつ、メールや電話だけでデートにすら行けない現状に不満。

### 錦城大学生
中山 律子
1年生、文学部英米文学科所属で小梅の友人。高校の元先輩・小関智弘との交際は続いている。
服部
3年生、主にテニスやスノーボードをおこなっているサークル『キューブ』の部長。

### 光聖堂
中嶋
新商品企画開発部。恭一郎の事を未だにリーダーと呼ぶ。『あんな面倒な女とは付き合わない』と言っていたがその美貌に負け、現在は西野と交際中。
西野 和香子
新商品企画開発部。恭一郎に思いを寄せていた上、一種の鬱病だったが現在は治癒。現在は中嶋と交際中。
椎名 加奈子
新商品企画開発部。究極のコネ入社と言われている。通称カナちゃん。
内崎
新商品企画開発部。部内のお局様。
前田
新商品企画開発部。
桜木
役員、新プロジェクト『スイッチ・プロジェクト』の委員長。
室田 俊秋
商品研究所の部長。理系大学の出身で、恭一郎の同期。『スイッチ』の秘密を知っている。

### その他
大杉 健太
小梅と2年前から付き合っている。鷹梨大学2年生、サッカー部所属。合宿所に入っており、外出も出来ない状況。
川原 ひそか
理恵子の母、千葉に住んでいる。川原家に裏山で採れた『最後の桃』を送った。

## 語句
スイッチ
光聖堂の代名詞、スーパービューティー・シリーズの新商品。この夏に発売予定の化粧品。新商品企画開発部は『スイッチ・プロジェクト』にほとんど関わっていないが、恭一郎（と入れ替わった小梅）は会議への参加を強制される。